# Муес
Муес (ісп. Mués) — муніципалітет в Іспанії, у складі автономної спільноти Наварра. Населення — 98 осіб (2009).
Муніципалітет розташований на відстані близько 270 км на північний схід від Мадрида, 55 км на південний захід від Памплони.
На території муніципалітету розташовані такі населені пункти: (дані про населення за 2009 рік)
- Кабрега: 8 осіб
- Муес: 90 осіб

## Демографія
Динаміка населення (INE ):